# Resolutie 812 Veiligheidsraad Verenigde Naties
Resolutie 812 van de Veiligheidsraad van de Verenigde Naties werd unaniem door de VN-Veiligheidsraad goedgekeurd op 12 maart 1993. De resolutie riep de strijdende partijen en Rwanda op een bestand in acht te nemen en mee te werken aan onderhandelingen om tot een vredesakkoord te komen.

## Achtergrond
Al tijdens het Belgische koloniale tijdperk was er geweld tussen de Hutu- en de Tutsi-bevolkingsgroepen in Rwanda. Desondanks bleef die laatste, die in de minderheid was, de macht uitdragen. Na de onafhankelijkheid bleef het etnische conflict aanslepen tot in 1978 de Hutu's aan de macht verkozen werden. Tijdens deze rustige periode mochten Tutsi-vluchtelingen niet naar Rwanda terugkeren en in de jaren 1980 kwam het opnieuw tot geweld. In 1990 vielen Tutsi-milities van het FPR met Oegandese steun Rwanda binnen. Met Westerse steun werden zij echter verdreven. Toch werden hieropvolgend vredesgesprekken aangeknoopt.

## Inhoud
De Veiligheidsraad:
- Neemt nota van het verzoek van Rwanda.
- Neemt ook nota van de brieven van Rwanda en Oeganda waarin beide om VN-waarnemers langs hun gezamenlijke grens vragen.
- Erg bezorgd om de gevechten in Rwanda.
- Gealarmeerd door de humanitaire gevolgen van de gevechten.
- Benadrukt de nood aan een onderhandelde oplossing in het kader van het in Arusha ondertekende akkoord.
- Prijst de inspanningen van de Organisatie van Afrikaanse Eenheid (OAE) hiertoe.
- Neemt nota van de verklaringen van Rwanda en het FPR, waarbij het Rwandese leger zou halthouden, het FPR terugtrekken tot de posities van voor 7 februari en de bufferzone tussen hen een neutrale gedemilitariseerde zone wordt waar een internationale macht kan toezien op het staakt-het-vuren.
- Verwelkomt het gezamenlijke communiqué van 7 maart over de modaliteiten van het staakt-het-vuren en de situatie van ontheemden.
- Verwelkomt de beslissing van de secretaris-generaal Boutros Boutros-Ghali om een goodwillmissie te sturen.
- Vindt dat de VN moeten bekijken hoe ze kunnen helpen bij een oplossing door nieuwe gevechten te voorkomen en het staakt-het-vuren waar te nemen.

1. Roept Rwanda en het FPR op het staakt-het-vuren te respecteren, hulpgoederen toe te laten, ontheemden te laten terugkeren en hun verbintenissen na te komen.
2. Nodigt de secretaris-generaal uit te bekijken hoe de VN kunnen bijdragen aan het vredesproces met mogelijk een vredesmacht en steun aan de OAE-waarnemers.
3. Nodigt hem ook uit het verzoek om waarnemers te sturen naar de grens tussen Rwanda en Oeganda te bekijken.
4. Is klaar om zijn aanbevelingen te bestuderen.
5. Nodigt hem uit nauw samen te werken met de OAE.
6. Roept Rwanda en het FPR op samen te werken met de VN en de OAE.
7. Dringt er bij beiden op aan de onderhandelingen zoals afgesproken op 15 maart te hervatten om tegen april een vredesakkoord te tekenen.
8. Dringt er bij beiden op aan het internationaal humanitair recht te respecteren.
9. Dringt er bij alle landen op aan niets te doen dat de spanningen kan doen oplopen en het staakt-het-vuren in gevaar brengen.
10. Besluit actief op de hoogte te blijven.

## Verwante resoluties
- Resolutie 846 Veiligheidsraad Verenigde Naties
- Resolutie 872 Veiligheidsraad Verenigde Naties

Lijst ·  800 ·  801 ·  802 ·  803 ·  804 ·  805 ·  806 ·  807 ·  808 ·  809 ·  810 ·  811 ·  812 ·  813 ·  814 ·  815 ·  816 ·  817 ·  818 ·  819 ·  820 ·  821 ·  822 ·  823 ·  824 ·  825 ·  826 ·  827 ·  828 ·  829 ·  830 ·  831 ·  832 ·  833 ·  834 ·  835 ·  836 ·  837 ·  838 ·  839 ·  840 ·  841 ·  842 ·  843 ·  844 ·  845 ·  846 ·  847 ·  848 ·  849 ·  850 ·  851 ·  852 ·  853 ·  854 ·  855 ·  856 ·  857 ·  858 ·  859 ·  860 ·  861 ·  862 ·  863 ·  864 ·  865 ·  866 ·  867 ·  868 ·  869 ·  870 ·  871 ·  872 ·  873 ·  874 ·  875 ·  876 ·  877 ·  878 ·  879 ·  880 ·  881 ·  882 ·  883 ·  884 ·  885 ·  886 ·  887 ·  888 ·  889 ·  890 ·  891 ·  892